# Tsvetana Bozhurina
Tsvetana Bozhurina est une joueuse de volley-ball bulgare née le 13 juin 1952 à Pernik.

## Biographie
Tsvetana Bozhurina évolue en club au CSKA Sofia dans les années 1980.
Elle remporte avec l'équipe de Bulgarie de volley-ball féminin la médaille de bronze aux Jeux olympiques d'été de 1980 à Moscou.